# Nicolau Cabásilas
Nicolau, o Cabásilas (em grego:  Νικόλαος ὁ Καβάσιλας; Tessalônica, c. 1320 – c. 1390) foi um
teólogo, monge e hierarca cristão ortodoxo do século XIV. Viveu por volta de 1320 a 1390 e defendia o valor consagratório da epíclese. Nicolau Cabásilas é venerado como santo pela Igreja Ortodoxa e comemorado no dia 20 de junho.

## Vida e obras
Sobrinho de Nilo Cabásilas, de quem herdou o sobrenome,  teve uma excelente formação, tanto em Tessalônica quanto em Constantinopla, estudando retórica, teologia, filosofia, e todas as disciplinas necessárias para a boa formação de um jovem à sua época. 
Nicolau Cabasilas foi arcebispo da Tessalônica por volta de 1354, e um firme apoiador dos cristãos ortodoxos em meio a controvérsia hesicasta, na qual tomou partido com São Gregório Palamas e os monges do Monte Atos contra Barlaão de Seminara.
Nicolau serviu como conselheiro do imperador bizantino João VI Cantacuzeno - cujo reinado se estendeu de 1347 a 1354. O imperador confiou a Nicolau Cabasilas inúmeras missões importantes durante a guerra civil (1341-1347) e conflitos religiosos. No último ano de sua vida, o imperador abdicou de sua posição e adotou uma vida ascética: foi tonsurado monge sob o nome de José, e permaneceu no Mosteiro de São Jorge em Mangana (em grego: Μονή των Μαγγάνων) até seu repouso.

## Obras
Dentre suas principais obras, temos dois livros:
- Sobre a Divina Liturgia (em grego: Εἰς τὴν θείαν Λειτουργίαν)
- A Vida em Cristo (em grego: Περὶ τῆς ἐν Χριστῷ ζωῆς): nesta obra, Nicolau Cabasilas apresenta o princípio de que a união com Cristo é realizada pelos três grandes mistérios do batismo, confirmação e a eucaristia. Ele também escreveu homilias sobre vários assuntos, além de um discurso contra os usurários, publicado por Migne na Patrologia Graeca (volume CL). Um grande número de suas obras ainda existe em manuscritos.